# Rădeni (Roșcani), Iași
Rădeni este un sat din cadrul comunei Roșcani, Iași